# Jodkiewicze Wielkie
Jodkiewicze Wielkie (biał. Вялікія Ёдкавічы; ros. Великие Ёдковичи) – wieś na Białorusi, w obwodzie grodzieńskim, w rejonie brzostowickim, w sielsowiecie Ejsymonty.

## Historia
Dawniej okolica szlachecka w województwie trockim Rzeczypospolitej Obojga Narodów. W czasach zaborów w granicach Imperium Rosyjskiego, w guberni grodzieńskiej. W latach 1921–1939 ówczesna okolica leżała w Polsce, w województwie białostockim, w powiecie grodzieńskim, w gminie Wielkie Ejsymonty.
Według Powszechnego Spisu Ludności z 1921 roku zamieszkiwało tu 461 osób, 416 było wyznania rzymskokatolickiego, 29 prawosławnego a 16 mojżeszowego. Jednocześnie 439 mieszkańców zadeklarowało polską przynależność narodową, 15 białoruską, 5 żydowską a 2 inną. Było tu 89 budynków mieszkalnych.
Miejscowości należały do parafii rzymskokatolickiej w Wielkich Ejsymontach i prawosławnej w Masalanach. Podlegała pod Sąd Grodzki w Indurze i Okręgowy w Grodnie; właściwy urząd pocztowy mieścił się w Wielkich Ejsymontach.
W wyniku napaści ZSRR na Polskę we wrześniu 1939 miejscowość znalazła się pod okupacją sowiecką. 2 listopada została włączona do Białoruskiej SRR. 4 grudnia 1939 włączona do nowo utworzonego obwodu białostockiego. Od czerwca 1941 roku pod okupacją niemiecką. 22 lipca 1941 r. włączona w skład okręgu białostockiego III Rzeszy. W 1944 miejscowość została ponownie zajęta przez wojska sowieckie i włączona do obwodu grodzieńskiego Białoruskiej SRR.
Od 1991 wchodzi w skład Białorusi.
W polu przed murowaną kapliczką znajdują się groby dwóch żołnierzy WP poległych w wojnie polsko-bolszewickiej oraz grób żołnierza AK Adama Pacenko poległego 15 lipca 1944 r. Zostały ufundowane w 1989 r. W czerwcu 2022 r. nagrobki zostały zdewastowane przez nieznanych sprawców. Odsunięto płyty nagrobne i wykopano szczątki żołnierzy.